# Trybula lśniąca
 Trybula lśniąca (Anthriscus nitida (Wahlenb.) Hazsl.) – gatunek rośliny z rodziny selerowatych. Występuje w środkowej i południowej Europie, w tym także w Polsce.

## Rozmieszczenie geograficzne
Występuje w Europie na obszarze od Francji na zachodzie po Białoruś i Ukrainę na wschodzie, na północy sięga do Niemiec, Polski i krajów bałtyckich, a na południu do Włoch i Grecji. 
W Polsce rośnie głównie na terenach górskich – w Karpatach i w Sudetach oraz na ich przedpolu, w rozproszeniu występuje także w pasie wyżyn.

## Morfologia

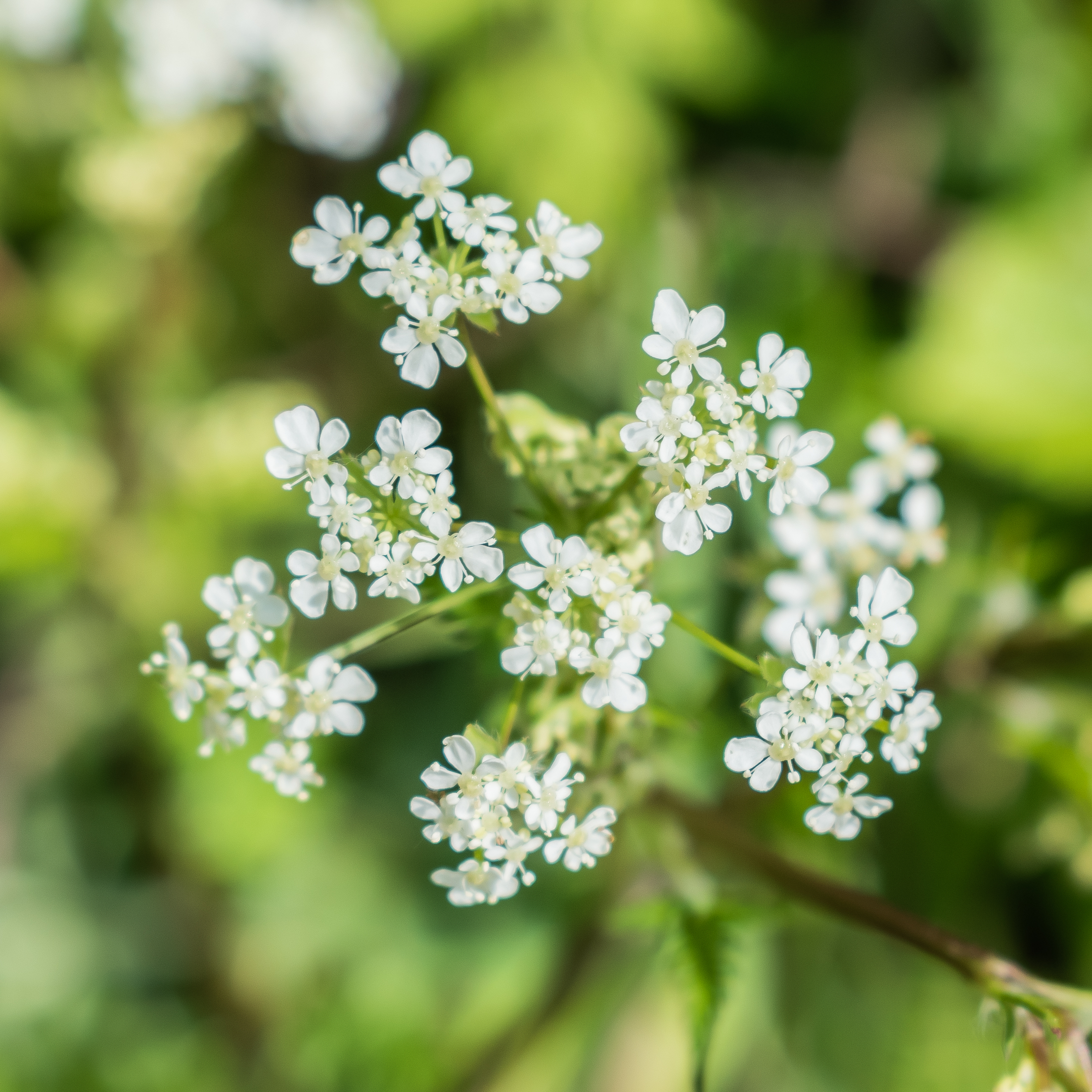
Kwiaty

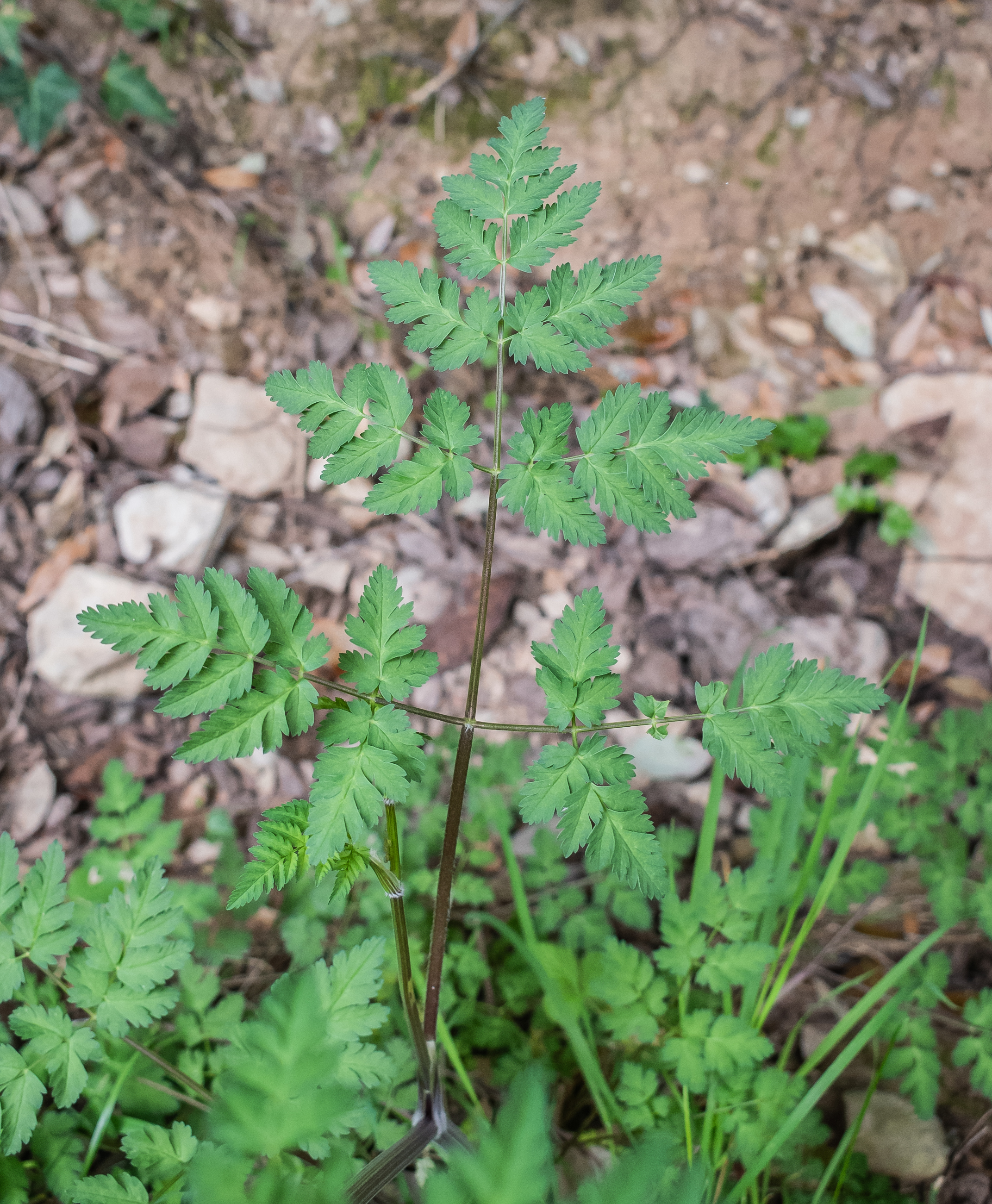
Liść

PokrójRoślina zielna osiągająca od 40 do 150 cm wysokości. Łodyga jest dęta, bruzdowana, w dole owłosiona, w górze tylko w węzłach, poza tym naga.
LiścieDolne osadzone na owłosionych ogonkach, górne siedzące, w obu wypadkach u nasady z pochwami. Blaszki 2–3 krotnie pierzaste. Dolne (boczne) odcinki I rzędu prawie tak duże jak pozostała część blaszki. Odcinki ostatniego rzędu (listki) jajowate lub podługowate, zaostrzone lub tępe.
KwiatyKwiatostan złożony – kwiaty zebrane w baldaszki, a te w liczbie 5–12 w baldach. Pokryw brak lub są w postaci pojedynczych listków. Pokrywki liczne, odgięte, brzegiem owłosione. Płatki korony są białawe, z brzeżnymi płatkami na skraju baldaszka zwykle powiększonymi.
OwoceRozłupki równowąsko walcowate, gładkie i lśniące, osiągają ok. 6 mm długości (są zwykle krótsze niż szypułka, na której są osadzone). W jednym baldaszku rozwija się od 2 do 6 owoców.
Gatunki podobneTrybula leśna Anthriscus sylvestris ma baldaszki z 6–12 owocami, kwiaty często o niepowiększonych płatkach brzeżnych, dolne odcinki I rzędu znacznie mniejsze od pozostałej części liścia.

## Biologia i ekologia
RozwójRoślina dwuletnia i bylina, hemikryptofit. Kwitnie w maju i czerwcu oraz lipcu i sierpniu.
Cechy fitochemicznePrzy roztarciu roślina wydziela aromatyczny zapach. Posiada olejek eteryczny (bogaty w metylochawikol, anetol, dimery anetolu o działaniu estrogennym), kumaryny, poliacetyleny, fitosterol, triterpeny. Nasiona zawierają kumarynowce fotouczulające i moczopędny olejek eteryczny.
SiedliskoRośnie w górskich ziołoroślach, na łąkach, w zaroślach i lasach. Jest to roślina rosnąca na glebach obojętnych, zasobnych, bardzo wilgotnych na stanowiska pół cienistych w umiarkowanie chłodnych warunkach klimatycznych. Preferuje rumosz skalny, piargi, żwir, piasek, gliny piaszczyste i utwory pylaste.
FitosocjologiaW klasyfikacji zbiorowisk roślinnych gatunek wyróżniający (D.) dla związku (All.) Adenostylion alliariae (wysokogórskie zbiorowiska ziołorośli i zarośli liściastych związane z trwałym przepływem wody).

## Zastosowanie
W przeszłości roślina była dodawana do potraw w związku z połączonym smakiem i zapachem kminu rzymskiego oraz kminku z anyżkiem.